# 中村弦
中村 弦（なかむら げん、1962年11月19日 - ）は、日本の小説家。東京都大田区生まれ。國學院大學文学部卒業。2008年『天使の歩廊』で日本ファンタジーノベル大賞を受賞。

## 著書
- 『天使の歩廊 ある建築家をめぐる物語』 新潮社、2008、のち文庫
- 『ロスト・トレイン』 新潮社、2009、のち文庫
- 『クロノスの飛翔』 祥伝社、2011

## 参考
- セブンネット
- 中村弦『ロスト・トレイン』（新潮社） (@lost_trains) - X（旧Twitter）